# Juwita Suwito
Juwita Suwito – malezyjska piosenkarka.

## Życiorys
Urodziła się w stanie Malakka w rodzinie o mieszanej tożsamości etnicznej. Jej ojciec był Indonezyjczykiem pochodzenia chińskiego, matka natomiast Singapurką pochodzącą z ludu Peranakanów. W wieku 10 lat przeniosła się do Kuala Lumpur – stolicy Malezji. 
W 2004 roku wydała swój debiutancki album zatytułowany Brand New World, który przyniósł jej nagrodę Anugerah Industri Muzik (AMI) za najlepszy lokalny album anglojęzyczny. W ciągu swojej kariery artystka występowała w Malezji, Brunei Darussalam, Hongkongu, Kenii, Rosji, Singapurze, Szwajcarii i na Tajwanie.
Jako wokalistka uczestniczyła w wielu produkcjach, m.in. w filmie Gol & Gincu i pokrewnym serialu telewizyjnym. Wykonała także czołówkę do telewizyjnego programu reality show Akademi Fantasia. Znalazła się także wśród założycieli Four Forty Records.

## Dyskografia
- 2004: Brand New World
- 2006: For Real
- 2008: Take Five with Juwita Suwito at Avanti
- 2009: Sejak Hadirmu (singel)
- 2010: Stand (singel)
- 2013: Faith Upon Favor
- 2014: Greater (singel)
- 2015: This Side of Heaven

Źródło:.